# León II de Abjasia
León II (en georgiano: ლეონ II) fue rey de Abjasia de 780 a 828. Era sobrino  y sucesor de León I de la dinastía Achba y nieto por lado materno del entonces khagan de los jázaros (posiblemente Bihar o Baghatur).

## Vida
León II explotó la unión dinástica existente para adquirir Lazica en los años 770, ya que John había muerto y Juansher era anciano. Hacia 778, León II obtuvo plena independencia llena con la ayuda de los jázaros para asumir el título de "rey de los abjasos" y transfirió su capital de Anacopia a la ciudad georgiana occidental de Kutaisi. Según los anales georgianos, León subdividió su reino en ocho ducados: Abkhazia apropiado, Tskhumi, Bedia, Guria, Racha y Takveri, Svaneti, Argveti, y Kutatisi. También fortaleció el contacto con los círculos políticos de Tao-Klarjeti mediante enlaces matrimoniales. 
Durante su reinado el reino de Abjasia estuvo más centrado en la construcción interna y menos preocupado en expandir sus fronteras orientales. Tras obtener la independencia política, el asunto de la independencia eclesiástica se convirtió en el principal problema, ya que la Iglesia era dependiente de Constantinopla. Además, el imperio intentó influir en la política del reino mediante la intervención de la Iglesia.

## Familia
León se casó con una princesa desconocida:

### Descendencia
- Theodosius II,  rey del Abjasia de 828 hasta 855.
- Demetrio II, rey de Abjasia de 855 hasta 864.
- Jorge I, rey de Abjasia de 864 hasta 871.